# Omar Ben Hafsun
 (janvier 2019).
Si vous disposez d'ouvrages ou d'articles de référence ou si vous connaissez des sites web de qualité traitant du thème abordé ici, merci de compléter l'article en donnant les références utiles à sa vérifiabilité et en les liant à la section « Notes et références ».

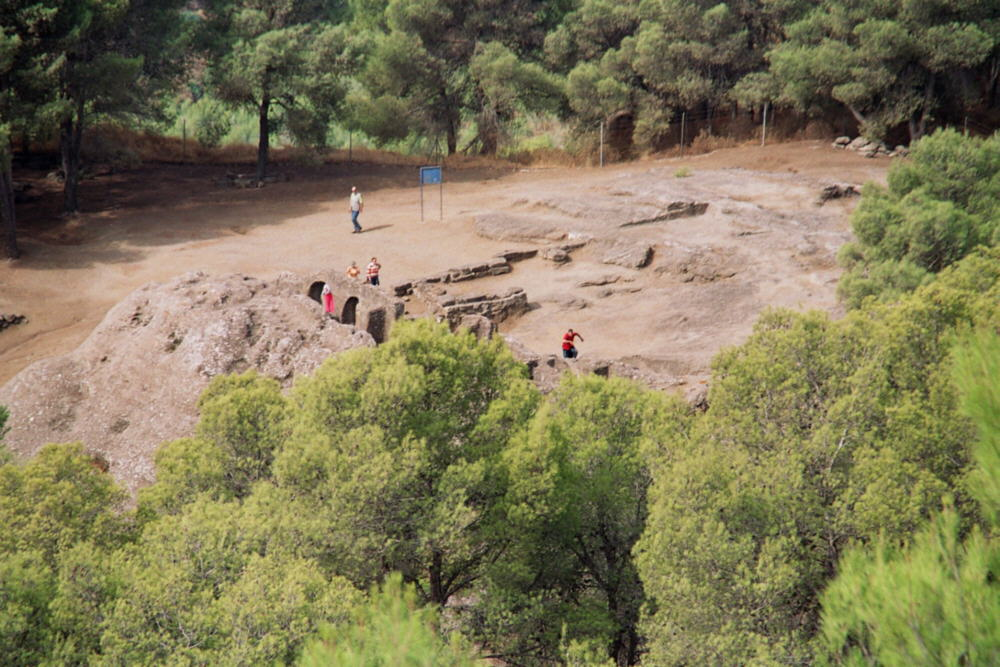
Bobastro, l'église rupestre mozarabe.

Omar ibn Hafs ibn Chafar, en arabe : عمر بن حَفْصُون بن جعفر بن سالم, né vers 850, mort en septembre 917, est une personnalité d'al-Andalus issue d'une famille muladi, certainement d'ancêtres wisigoths nobles (on suppose du roi wisigoth Witiza ?), son grand-père Chafar ben Salim a été le premier musulman de la famille. Son père Hafs avait dû quitter Ronda pour un lieu appelé la Torrecilla, près de Parauta, où naissent probablement Omar et ses deux frères Ayyub et Chafar.

## Biographie

### Exil et retour
La légende dit que le jeune Omar, de tempérament querelleur, tue un voisin lors d'une lutte. Il s'enfuit pour échapper à la vengeance et se réfugie dans les montagnes d'accès malaisé du Haut Guadalhorce (défilé des Gaitanes), dans les ruines d'un vieux château qui sera le Bobastro (Bubaštrū ببشترو en arabe) réputé inexpugnable.
Avec d'autres parias, il rapine dans les sierras de Rayya et de Takoronna jusqu'à sa capture par le wali (gouverneur) de Malaga qui, ignorant le meurtre qu’il a commis à Ronda, lui inflige une simple amende. Afin de fuir la justice, Omar décide de s’exiler au Maghreb ou il travaille comme tailleur de pierre. Encouragé par autre muladi qui lui prédit qu'il va être roi d'un grand royaume, il décide, vers l’an 880, de revenir en profitant du chaos interne croissant d'al-Andalus.
Avec l'appui de son oncle Mohadir, il réunit des alliés et des mécontents avec lesquels il restaure les ruines du château de Bobastro et commence à harceler le secteur. Cela inquiète l'émir de Cordoue, Muhammad Ier, qui y envoie un fort contingent. Omar négocie et entre au service de l'émir avec ses hommes en 883. Avec l'armée omeyyade il prend part au siège d’Alava pour mater la rébellion du wali local.

### L’apogée

Territoires contrôlés par Ibn Hafsun à l’apogée de son pouvoir

Mais le muladí qu’il est, et non l’arabe, abandonne Cordoue après une période de deux ans et retourne à Bobastro où il accueille des centaines de partisans mozarabes, muladís et aussi quelques Berbères unis contre l'aristocratie d'origine arabe qui les domine. 
Il s’empare rapidement d'Auta (avec Riogordo), Mijas, Comares et Archidona. En 886, allié aux Banu Rifá, autres rebelles qui dominent Alhama et sa montagne, il doit affronter les troupes de l’émir commandées par le prince héritier Al-Mundhir. Alors qu'il est sur le point d'être mis en échec, l'émir Muhammad Ier meurt le 4 août 886 et al-Mundir doit retourner à Cordoue pour prendre en charge l’émirat.
Omar profite de cette pause pour recruter des campagnards et réorganiser ses troupes, prend le contrôle absolu des sierras de Takoronna (montagne de Ronda) et de Rayya (Málaga-Axarquía), s’empare d'Iznájar et de Priego, et fait des incursions vers Cabra et Jaén.
L'émir al-Mundhir (886-888) envoie trois généraux pour le soumettre, mais ne peut récupérer qu'Iznájar. Au début de l'année 888, l'émir lui-même prend le commandement de ses troupes et assiège Archidona. Les muladis se rendent après l'exécution des défenseurs mozarabes, dont le chef est crucifié entre un chien et un porc. Le même fait se produit après la prise de Priego. Après ces victoires, al-Mundir harcèle à nouveau Bobastro. Omar négocie avec lui sa reddition en échange de l'amnistie.
Omar rompt la trêve quand l'émir se retire, provoquant l’ire d'al-Mundir qui promet de ne pas lever le siège tant que le rebelle ne se rendra pas. Miné par la maladie, l'émir fait appel à son frère 'Abd Allāh ibn Muhammad qui, arrivé le 29 juin 888, le trouve déjà mort.
'Abd Allāh ibn Muhammad essaie de dissimuler le décès de son frère pendant trois jours mais, Bobastro ne se rendant pas, est contraint de l’annoncer aux troupes, qui retournent à Cordoue en cortège funèbre. Omar attaque ce cortège et le nouvel émir 'Abd Allāh lui demande de respecter le défunt, ce qu'Omar accepte. Sous l’émirat d'Abd Allāh les rébellions internes en al-Andalus s’intensifient. Omar en profite pour signer des alliances avec d'autres rebelles muladís, comme Ibn Mastana dans les montagnes de Cordoue, et Ibn al Saliya à Jaén, des Berbères comme les Banu Jalí de Cañete et aussi des Arabes comme les Banu Hayyay de Séville.
Cette alliance est une menace mortelle pour l’émirat, bien ce ne soit pas un « royaume uni » sous le seul commandement d'Omar comme quelques historiens l’affirment, ni une révolte exclusive de muladis contre les Arabes comme le démontre la composition ethnique de l'alliance. 
Omar prend Estepa, Osuna et Ecija en 889, conquiert Baena en massacrant ses défenseurs. Priego et le reste de la Bétique se rendent sans combattre et ses troupes font des incursions près de la capitale Cordoue.
Le vaste État que contrôle Omar établit des impôts, et cherche une légitimité en envoyant des émissaires en 891 aux Aghlabides de Tunis (les informant qu'il reconnait le califat de Bagdad) et en 910 aux Fatimides lorsque ces derniers prennent la succession des Aghlabides, omettant d'informer la population qu’ils sont chiites. De fait, depuis les mosquées contrôlées par Omar on lançait des proclamations chiites bien que la population soit d'obédience sunnite. En même temps il installe un évêque chrétien à Bobastro, construit une église, et se convertit au Christianisme en 899, choisissant le prénom Samuel. Il essaye aussi de faire reconnaître son État par le roi des Asturies Alphonse III le Grand (866-910).
D'autre part, l'émir 'Abd Allāh ibn Muhammad remporte à Poley, le 16 mai 891, une importante victoire à la tête de 14 000 hommes face aux 30 000 hommes d'Omar marchant sur Cordoue, et récupère Ecija et d'autres places fortes proches du Guadalquivir.

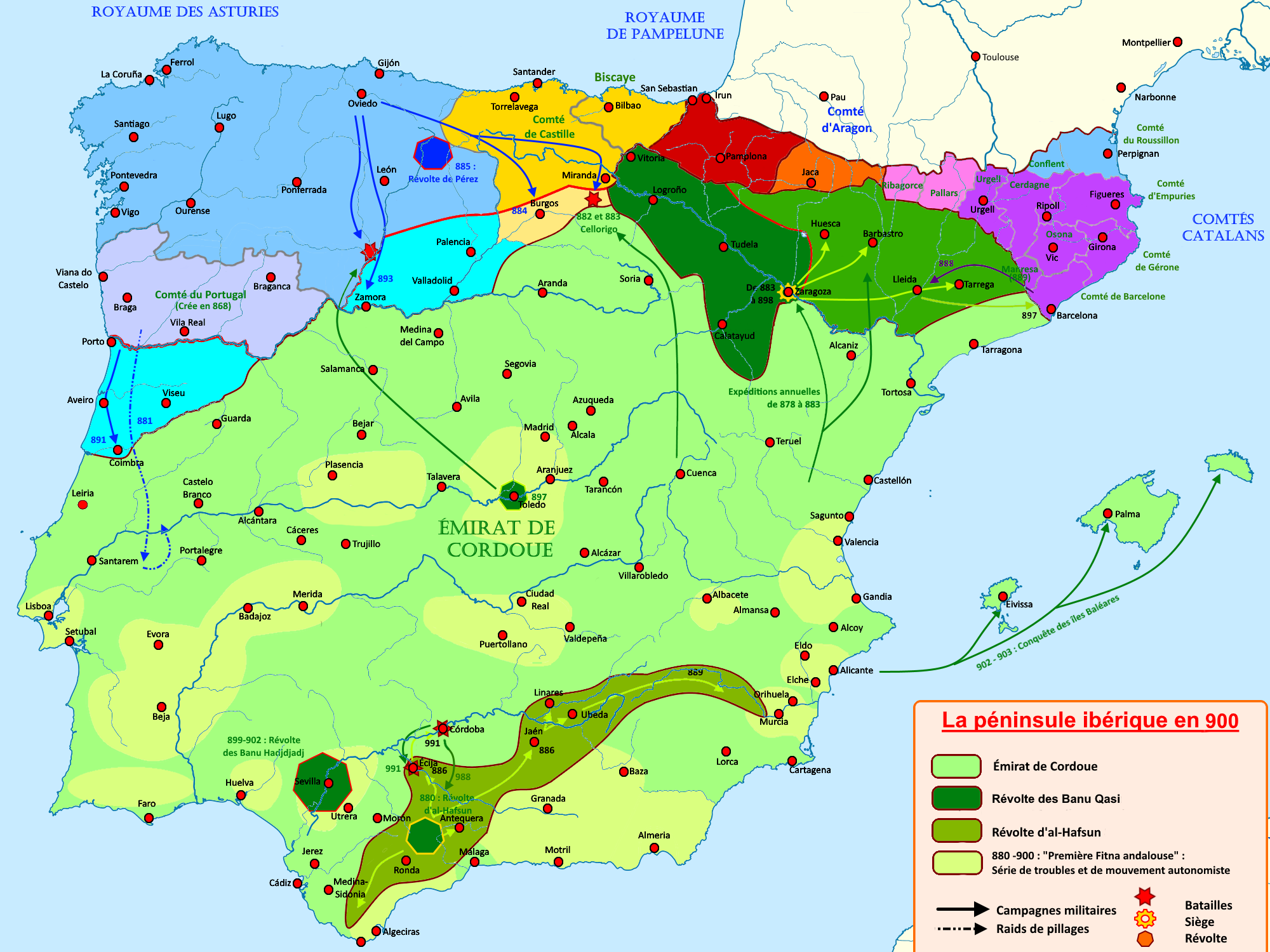
Situation de l'émirat de Cordoue de 875 à 900

### Le déclin
Au début du Xe siècle, son déclin est aggravé par sa conversion contestée ; Séville et Carmona, dominées par l’Arabe Ibrahim ibn Hayyay rompent l’alliance. Une nouvelle défaite d'Omar à Estepa permet à l'émir de reconquérir Jaén en 903, les Berbères Banu Jali l'abandonnent et se soumettent à l’émir, Bobastro et tout son royaume sont attaqués par les armées ennemies et il perd Martos en 906.
Le décès de l'émir 'Abd Allāh ibn Muhammad et l'arrivée sur le trône de son petit-fils 'Abd al-Rahmān III al-Nāsir, aggravent encore plus la situation. Voulant pacifier son émirat, le jeune omeyyade met sur pied une grande armée avec laquelle il reconquiert Ecija, puis marche sur la sierra Elvira, prenant Baza et Salobreña en évitant l'attaque frontale de Bobastro. Pendant cette première expédition 'Abd al-Rahmān III récupère 70 places fortes et 300 « husún » ou forteresses mineures.

### La chute
En 914, Abd al-Rahmān III attaque à nouveau par la sierra de Takoronna et vainc Omar à Ojén. Il longe la côte vers Algésiras puis se dirige vers Séville qui se soumet. Carmona, tenue par les Banu Hayyay, est assiégée et tombe en 917. 
La perte de Baeza en 916 et ses défaites devant Jaén et Antequera obligent Omar à attaquer l’émir. Le voyant perdu, son fils Chafar - chrétien comme lui - ne lui obéit plus et fait allégeance au calife. Omar attaque son propre fils, qui a repris la place forte de Ubeda en 917, mais tombe malade et meurt en septembre de la même année.

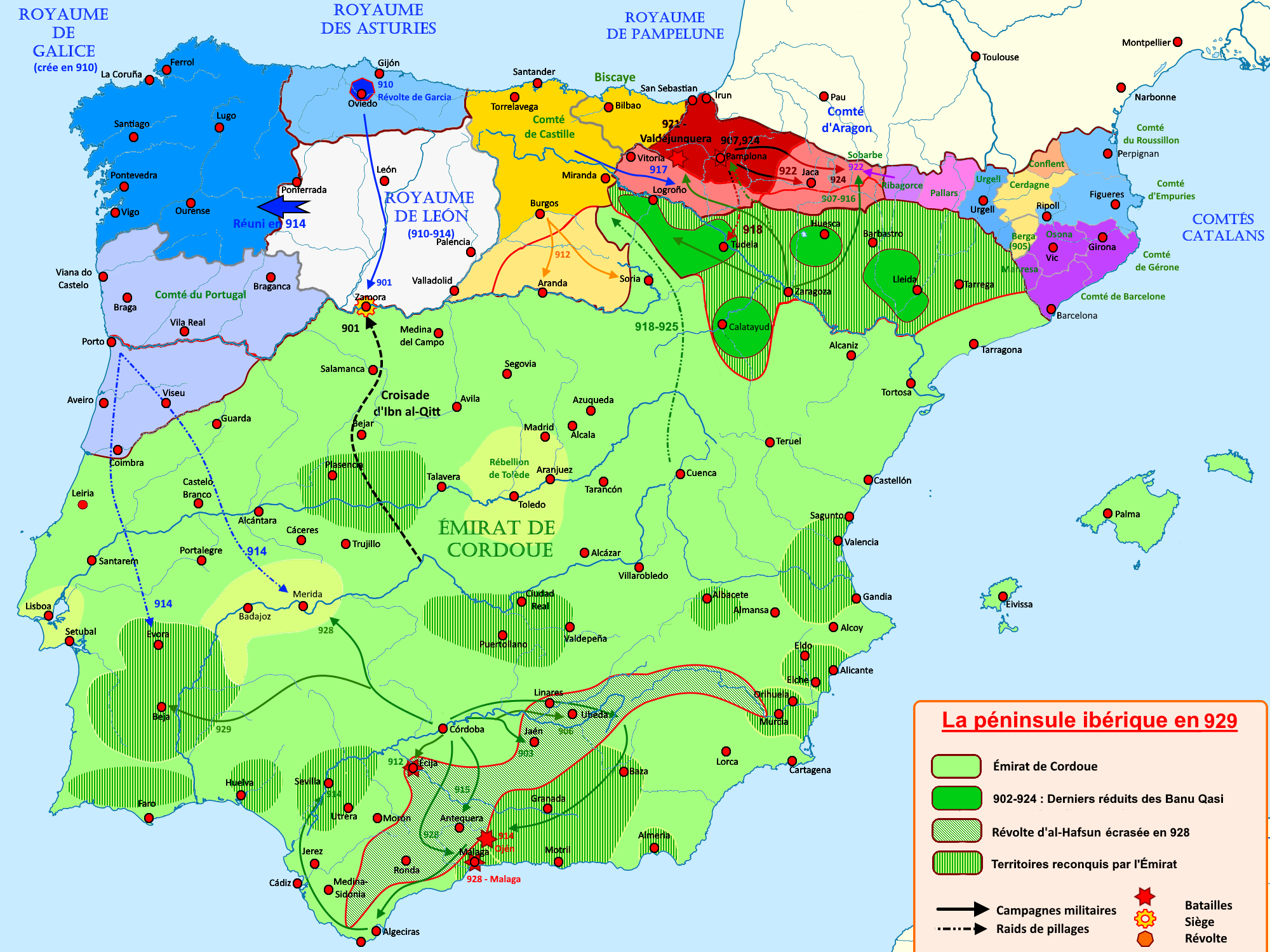
La chute des Ben Hafsun

## Succession
Son État passe à son fils aîné Chafar qui, après avoir perdu plusieurs places en 919, est assassiné en octobre 920. Lui succède son frère Sulayman qui récupère brièvement Ojén, perd Jete y Almuñécar en 921, est capturé lors d’un combat en 927 et décapité comme son frère Abd al-Rahmán. Son autre frère Hafs est aussi emprisonné. Après la perte de Malaga, la place mythique de Bobastro se rend le 19 janvier 928. 
Après la prise de Bobastro, Abd al-Rahmán III ordonne d’exhumer les cadavres d'Omar et de son fils Chafar, pour les exposer au public de Cordoue. Puis il se dirige jusqu’à Malaga en démolissant au passage les châteaux inutiles, et exile les partisans mozarabes de Hafs, dernier fils de Omar. Avec cette victoire définitive, il atteint un tel prestige qu'il se proclame calife en 929.

## Historiographie
Selon Manuel Acién Almansa, Omar ben Hafsún n'était pas le rebelle glorieux comme l’ont affirmé les historiens du XIXe siècle. Non plus le « chef de toute la race espagnole méridionale » comme l’a appelé l’historien néerlandais Reinhart Dozy, ni « le caudillo de la nationalité espagnole opprimée » de Simonet dans son expression maximale du nationalisme conservateur espagnol du franquisme, théorie qu’a aussi partagé Sanchez Albornoz en écrivant « la race hispanique a été illuminé par un grand capitaine populaire (...) que les Espagnols, chrétiens ou musulmans ont aimé avec passion ».
Évariste Lévi-Provençal souligne les déprédations et le manque d'éthique d'Omar ben Hafsún, alors que Pierre Guichard voit dans la rébellion la survivance d'une société feudataire occidentale face à l'Orient andalou. Les versions nationalistes andalouses voient dans cette révolte « l'indépendance et l'autonomie andalouse face au pouvoir central » et Omar comme « un pur Andalou » (Domínguez Ortiz).